# 루프나무타기쥐
루프나무타기쥐(Dendromus ruppi)는 붉은숲쥐과에 속하는 설치류의 일종이다. 남수단에서 발견된다.

## 특징
꼬리 길이 91~115mm를 제외한 몸길이가 63~82mm인 작은 설치류로 발 길이는 18~22mm, 귀 길이는 13~18mm이다. 몸무게는 최대 15g이다. 등 쪽 털은 갈색을 띠고 배 쪽은 희다. 등의 검은 줄무늬가 목덜미부터 꼬리까지 이어져 있다.

## 생태
나무 위에서 주로 생활하는 수상성 동물이다. 나무 구멍 속에서 둥지를 만든다. 4마리의 새끼를 밴 암컷이 4월에 포획된 기록이 있다.

## 분포 및 서식지
남수단과 우간다 사이 국경을 따라 이마통 산맥에서만 알려져 있다. 해발 최대 1,900m 이내 지역의 습지와 농장 근처 숲에서 서식한다.